# Nikon FM2

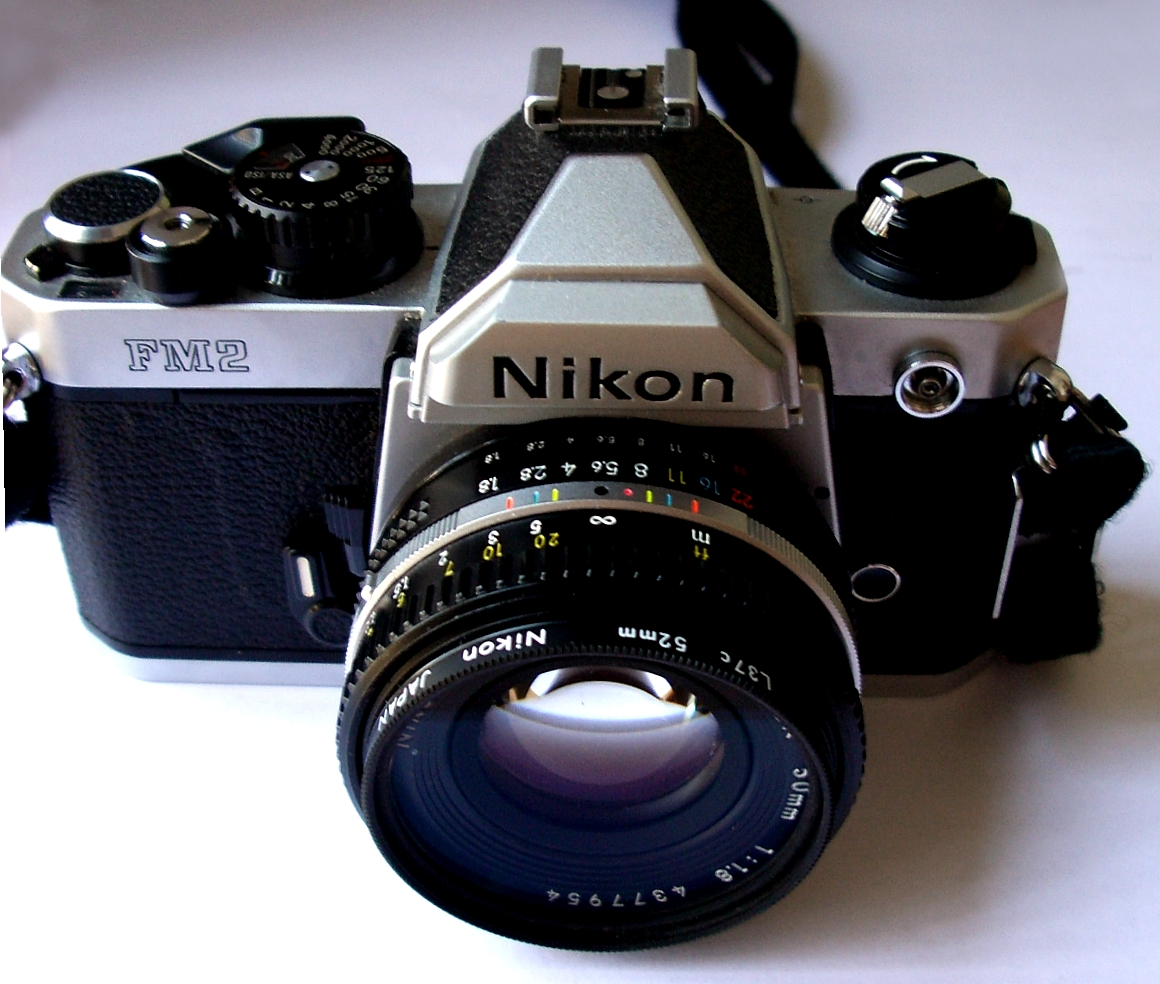
Uma Nikon FM2 com lentes originais

 A Nikon FM2 é uma câmera profissional, de lentes intercambeáveis (SLR), que utiliza filmes de 35 mm.  Foi manufaturada por Nippon Kogaku K. K. (atualmente Nikon Corporation) no Japão entre 1982 e 2001.